# درای تورتوگاس
درای تورتوگاس (انگلیسی: Dry Tortugas) اولین اروپایی‌ها در سال ۱۵۳۱ میلادی از درای تورتوگاس دیدن کردند. آن‌ها به خاطر ۱۷۰ لاک پشتی که به آنجا بردند این نام را بر آن نهادند. این پارک ۲۶۰۰۰ هکتاری از هفت جزیره کوچک تشکیل شده که دسترسی به آن‌ها تنها با قایق یا هواپیماهای دریایی ممکن است. این پارک به دلیل قلعه جفرسون و هفت جزیره‌اش مشهور است و یکی از مقاصد محبوب توریستی به شمار می‌رود.